# Нелидово
Нели́дово — город (с 1949) в России, административный центр Нелидовского района (городского округа) Тверской области.
Население — 18 603 чел. (2021).

## География
Город находится в западной части области, в 230 км к юго-западу от Твери и в 326 км от Москвы. Расположен на реке Меже, при впадении в неё реки Семиковки. Железнодорожная станция на линии «Москва—Великие Луки» Октябрьской железной дороги. В 2-х километрах от города проходит автомагистраль «М9 Балтия», а через город — шоссе Р136 на город Белый.

## История
Средние века
Первые поселения на окраине города относятся к эпохе мезолита и неолита. Именно в это время начинается расселение человека в наших краях по берегу Межи. В XII веке территория, на которой сейчас находится город, входила в состав Смоленского княжества. В период феодальной раздроблённости земли отошли к Торопецкому княжеству. В середине XIV столетия земли удалось захватить литовским князьям. По договору 1449 года граница Руси с Литвой проходила по реке Межа. Территория будущего города все ещё подчинялась литовским князьям.
Новое время
Деревня Йоткино на месте современного города фиксируется источниками с XV века. В «Крестоприводной книге Бельского уезда» от 1612 года среди владений польской короны, отошедших к Москве, упоминается Дрогачевская и Жарковская волости.
С учреждением губерний в 1708 году территория вошла в Бельский уезд с центром в г. Белом и была включена в состав Смоленской губернии. В 1713 году последняя была ликвидирована, и территория была передана Рижской губернии, став одной из её провинций (дистриктов).
С 1726 года, после упразднения дистриктов, территория будущего города входит в состав Бельского уезда Смоленской губернии. 11 сентября 1901 года на карте России появилась железнодорожная станция четвёртого класса Нелидово, основным назначением которой было обслуживать уездный город Белый, расположенный в 50 км южнее. Своим названием станция обязана старинному дворянскому роду Нелидовых. В советскую эпоху, в годы первых пятилеток в Нелидове получила развитие лесообрабатывающая промышленность: вступил в строй лесозавод и фанерный завод.
Великая Отечественная война
Первый «хейнкель» появился над посёлком 22 июня 1941 года. Первая бомба упала 29 июня. После начала операции «Тайфун», немецкие войска полностью оккупировали посёлок и район.
25 января 1942 года Нелидово было освобождено подразделениями 334-й стрелковой дивизии РККА (первыми в город проник отряд ст. лейтенанта Г. Ф. Поршнева). Во время Великой Отечественной войны в результате боевых действий посёлок был разрушен, в первые послевоенные годы полностью восстановлен.
Шахты
В 1936 году недалеко от железнодорожной станции Нелидово специалисты Ленинградского геологического управления приступили к работам по изысканию полезных ископаемых. В 1940 году заложили экспериментальную шахту. Интенсивное развитие угольных шахт началось только лишь в начале 50-х годов. В октябре 1948 года на шахте № 2 горняки вскрыли угольный пласт, а 5 ноября 12 железнодорожных платформ (примерно 400 тонн) нелидовские шахтёры отправили в Ленинград. Многие годы успешно эксплуатировались угольные предприятия: шахта № 1 (1952—1963 гг.), № 2 (1950—1953 гг.), № 3 (1953—1976 гг.), № 5 (1957—1960 гг.), № 7 (1958—1990 гг.), № 4 (1953—1996 гг.). Рекордной выработки по добыче угля достигли шахтёры в 1975 году, выдав на-гора 1 019 218 тонн угля при плане 965 800 тонн. Шахтёры: Н. Г. Коновалов, Н. Г. Тришанков, В. Л. Степунин, А. А. Тарасов, Н. А. Белов, Ю. И. Скобелев являются почётными гражданами города. Последнюю партию угля выдали на-гора 27 августа 1996 года.
Послевоенный период
В течение последующих десятилетий после присвоения посёлку Нелидово статуса города, он превратился в крупный промышленный центр. В городе работают следующие заводы и комбинаты: асфальтовый, кирпичный, железобетонный, торфмаш, станконормаль, мебельный, гидропресс, пластмасс, строительный комбинат, мясокомбинат, маслосырзавод, шахты, швейная фабрика, ДОК.
В 1964 году в честь города была названа улица в Москве.
Послеперестроечный период.

В 1996 году закрылась последняя шахта. На шахтёрские транши была организована работа нескольких предприятий (цех по изготовлению безалкогольных напитков, макаронный завод, мукомольное производство, майонезный цех). Эти предприятия были вскоре обанкрочены. Закрылись строительный комбинат, мясокомбинат, маслосырзавод, хлебокомбинат, мебельная фабрика, кирпичный завод, завод ЖБИ, типография, лесхоз, леспромхоз, городская оранжерея. Торфмаш сменил сферу деятельности и стал машзаводом. Закрылось новое предприятие по выпуску огнеупорных изделий. Закрылась Нелидовская школа, ПУ № 4 было присоединено к нелидовскому техникуму, школа № 1 была объединена со школой № 4. Загородные лагеря «Звёздный» и «Шахтёр» были заброшены. Закрылся санаторий-профилакторий «Горняк». Закрылись ДК «Октябрь» и ДК «Шахтёр» (на ремонт). Естественная убыль населения в городе с районом на душу населения в процентном соотношении занимает одно из первых мест в области.
Ведётся строительство нового жилья для переселения из аварийных домов; ведутся работы по модернизации и ремонту учреждений больничного городка; произошло открытие нескольких предприятий (Кровельный завод, Прессмаш, Экостоф); расширяется сфера обслуживания и отдыха; по федеральной программе произведена реконструкция СК «Старт» и построен бассейн; по программе поддержки местных инициатив ведутся работы по реконструкции городского парка, возведён мемориальный памятник воинам-интернационалистам на площади Жукова.

## Население
| 1939    | 1959    | 1967    | 1970    | 1979    | 1989    | 1992    | 1996    | 1998    | 2000    | 2001    | 2002    |
| ------- | ------- | ------- | ------- | ------- | ------- | ------- | ------- | ------- | ------- | ------- | ------- |
| 4103    | ↗26 465 | ↗28 000 | ↗29 813 | ↘29 045 | ↗30 044 | ↘30 000 | ↘29 700 | ↘29 300 | ↘28 400 | ↘28 000 | ↘26 154 |
| 2003    | 2005    | 2006    | 2007    | 2008    | 2009    | 2010    | 2011    | 2012    | 2013    | 2014    | 2015    |
| ↗26 200 | ↘24 900 | ↘24 200 | ↘23 600 | ↘23 100 | ↘22 563 | ↗22 896 | ↗22 900 | ↘22 153 | ↘21 581 | ↘21 020 | ↘20 508 |
| 2016    | 2017    | 2018    | 2019    | 2020    | 2021    |         |         |         |         |         |         |
| ↘19 952 | ↘19 400 | ↘18 883 | ↘18 351 | ↘18 102 | ↗18 603 |         |         |         |         |         |         |

На 1 января 2025 года по численности населения город находился на 710-м месте из 1124 городов Российской Федерации.
Национальный состав
По итогам переписи населения 2020 года проживали следующие национальности (национальности менее 0,1 % и другое, см. в сноске к строке «Другие»):
| Национальность | Численность, чел. | Доля     |
| -------------- | ----------------- | -------- |
| Русские        | 16 617            | 89,32 %  |
| Армяне         | 77                | 0,41 %   |
| Украинцы       | 50                | 0,27 %   |
| Таджики        | 27                | 0,15 %   |
| Цыгане         | 26                | 0,14 %   |
| Белорусы       | 24                | 0,13 %   |
| Азербайджанцы  | 24                | 0,13 %   |
| Узбеки         | 20                | 0,11 %   |
| Татары         | 20                | 0,11 %   |
| Другие         | 1718              | 9,23 %   |
| Итого          | 18 603            | 100,00 % |

## Экономика
Промышленность

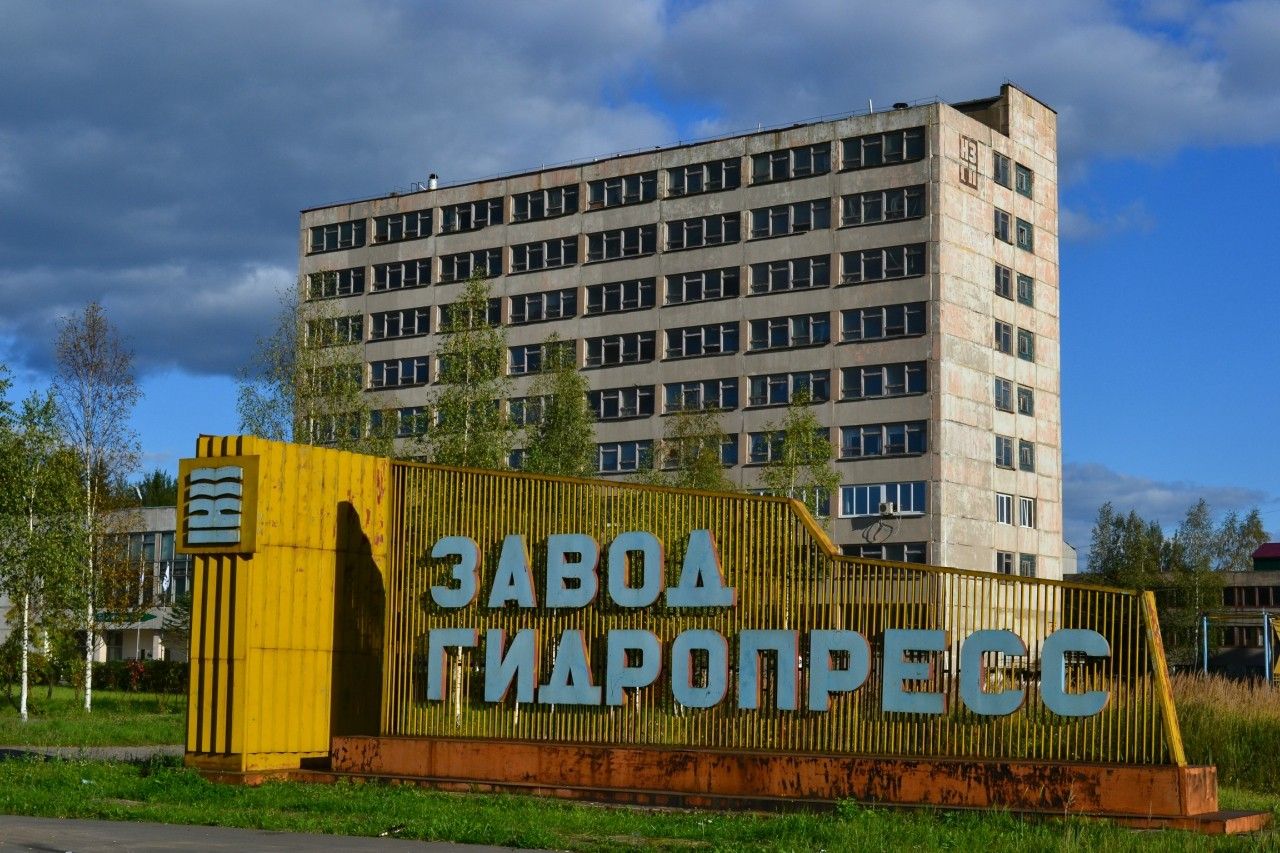
Завод «Гидропресс»

Предприятия машиностроения и металлообработки:
- Нелидовский завод гидропрессов (НЗГП);
- ОАО «Нелидовский машиностроительный завод»;
- ЗАО «НелидовПрессМаш»;
- Завод защитных конструкций;
- Нелидовский завод металлических конструкций];
- Нелидовский кровельный завод;
- Нелидовский завод станочные нормали;
- Экостоф.

Химические предприятия:
- Нелидовский завод пластмасс;
- Тверьпластик;
- ООО «Сава».

Предприятия деревообработки:
- Нелидовский деревообрабатывающий комбинат (ДОК);
- «Мебель-Н»;
- «Гарант»;
- АКМО;
- Цех по выпуску топливных брикетов.

Пищевые предприятия:
- «Виват N»;
- «Оковский лес».

Швейные фабрики:
- Прогресс-стратегия;
- Нелидово-спецодежда.

## Связь и средства массовой информации
- Услуги фиксированной связи предоставляют: тверской филиал «Ростелеком», «Евразия Телеком Ру».
- Услуги мобильной телефонной связи предоставляют сотовые операторы: «Yota», «Билайн», «МТС», «МегаФон» и «Tele2».
- Телевидение:

Эфирное аналоговое: «Первый Канал», «НТВ», «Россия 1» / «ГТРК Тверь», «Пятый Канал»), эфирное цифровое DVB-T2 (Первый мультиплекс).
Кабельное аналоговое (цифровое) от оператора «ТВ-КОМ» (местный телеканал «Наше Нелидово» осуществляет вещание на канале «БелРос»),
- Радиостанции:
- 71,24 — (Молчит) «Радио России» / «ГТРК Тверь»;
- 100,1 — «Русское радио»;
- 100,8 — «DFM»;
- 101,7 — «Радио Ваня»;
- 102,5 — «Радио России» / «ГТРК Тверь»;
- 104,4 — (ПЛАН) «Радио Дача»
- 105,5 — «Авторадио»;
- 107,5 — (ПЛАН) «Радио Вера»;
- Газеты:
  - «Нелидовские известия»,
  - «Возрождение края»,
  - «Нелидовский благовест»,
  - «Нелидовские объявления».

## Образование
В городе расположены следующие учебные заведения:
- Филиал Тверского государственного университета (закрыт в 2017 году);
- Нелидовский колледж;
- Школа № 1 (объединена со школой 4);
- Гимназия № 2;
- Школа № 3;
- Школа № 4;
- Школа № 5;
- Нелидовская средняя школа (закрыта в 2005 г.).

## Культура

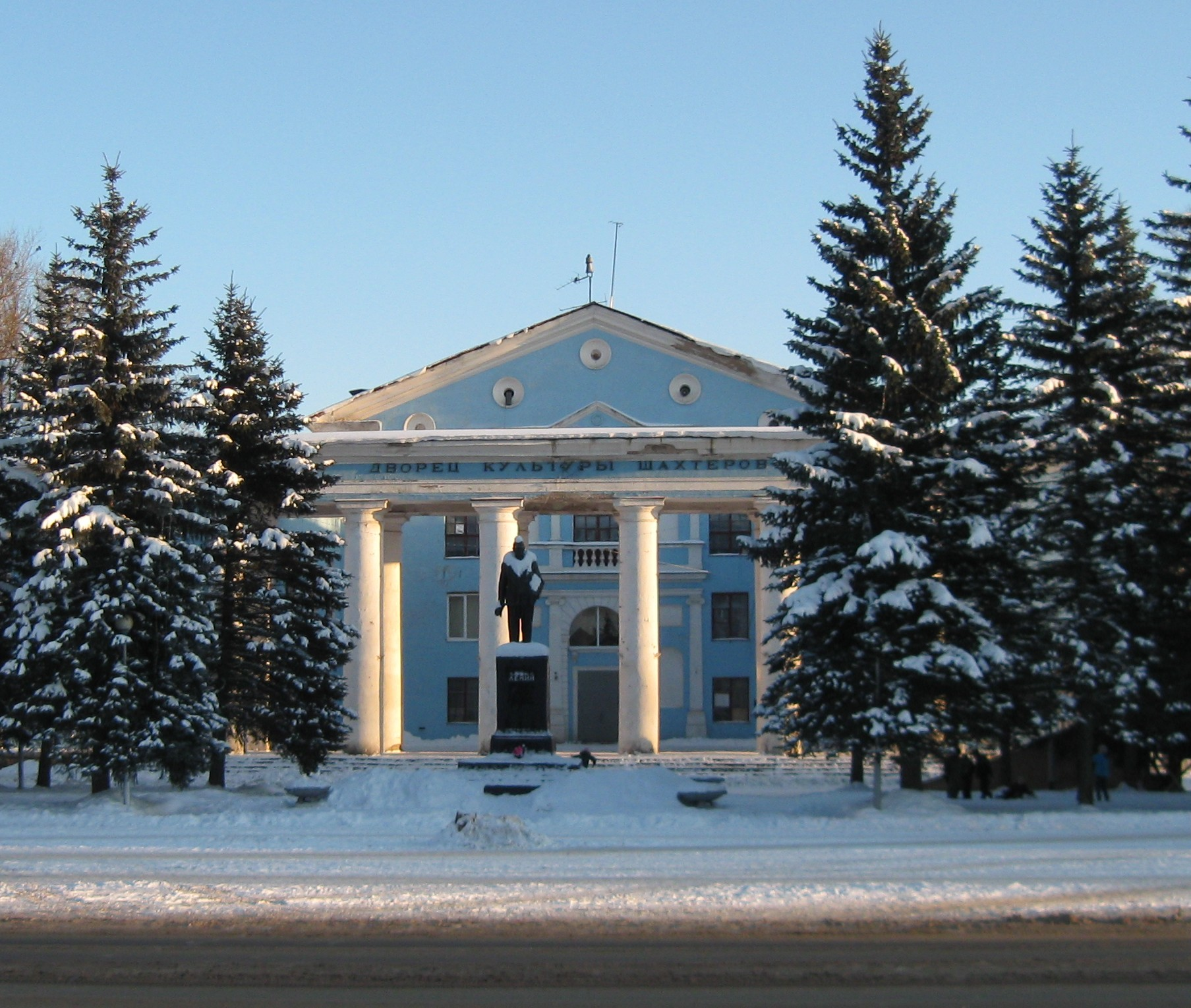
Дворец культуры шахтеров

В городе имеются следующие муниципальные учреждения культуры:
- Дворец культуры «Шахтёр» (c 2017 года закрыт на ремонт);
- «Детская школа искусств»;
- Кинотеатр «Спутник»;
- «Музейно-выставочный центр»;
- «Нелидовская межпоселенческая центральная библиотека»;

Также на базе школы № 3 расположен музей. Это единственный в Тверской области школьный комплексный краеведческий музей. В городе действует Нелидовское районное литературное объединение «Межа».
По предположениям некоторых активистов, именно Нелидово может являться родиной русского персонажа Петрушка.

## Транспорт

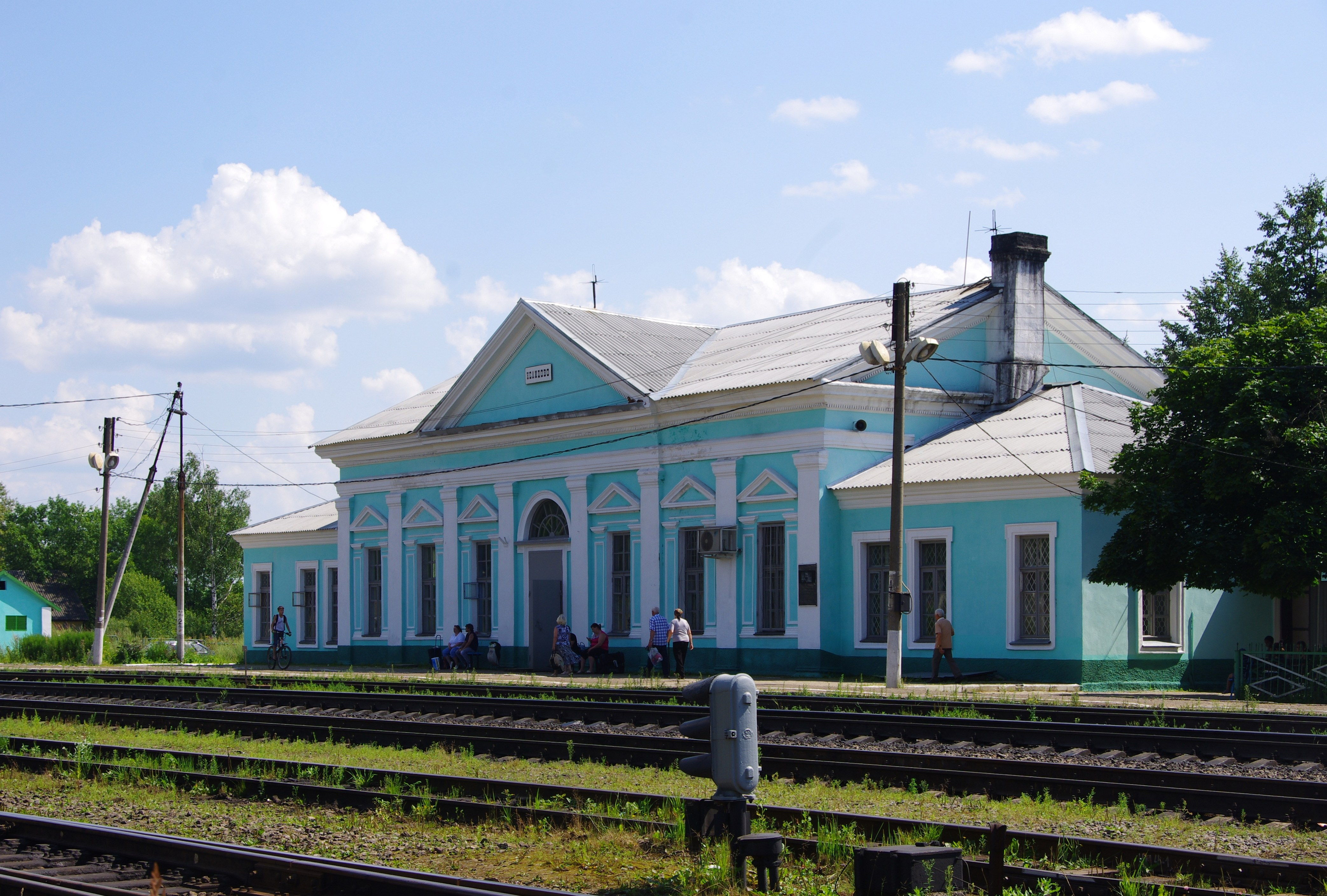
Железнодорожная станция Нелидово

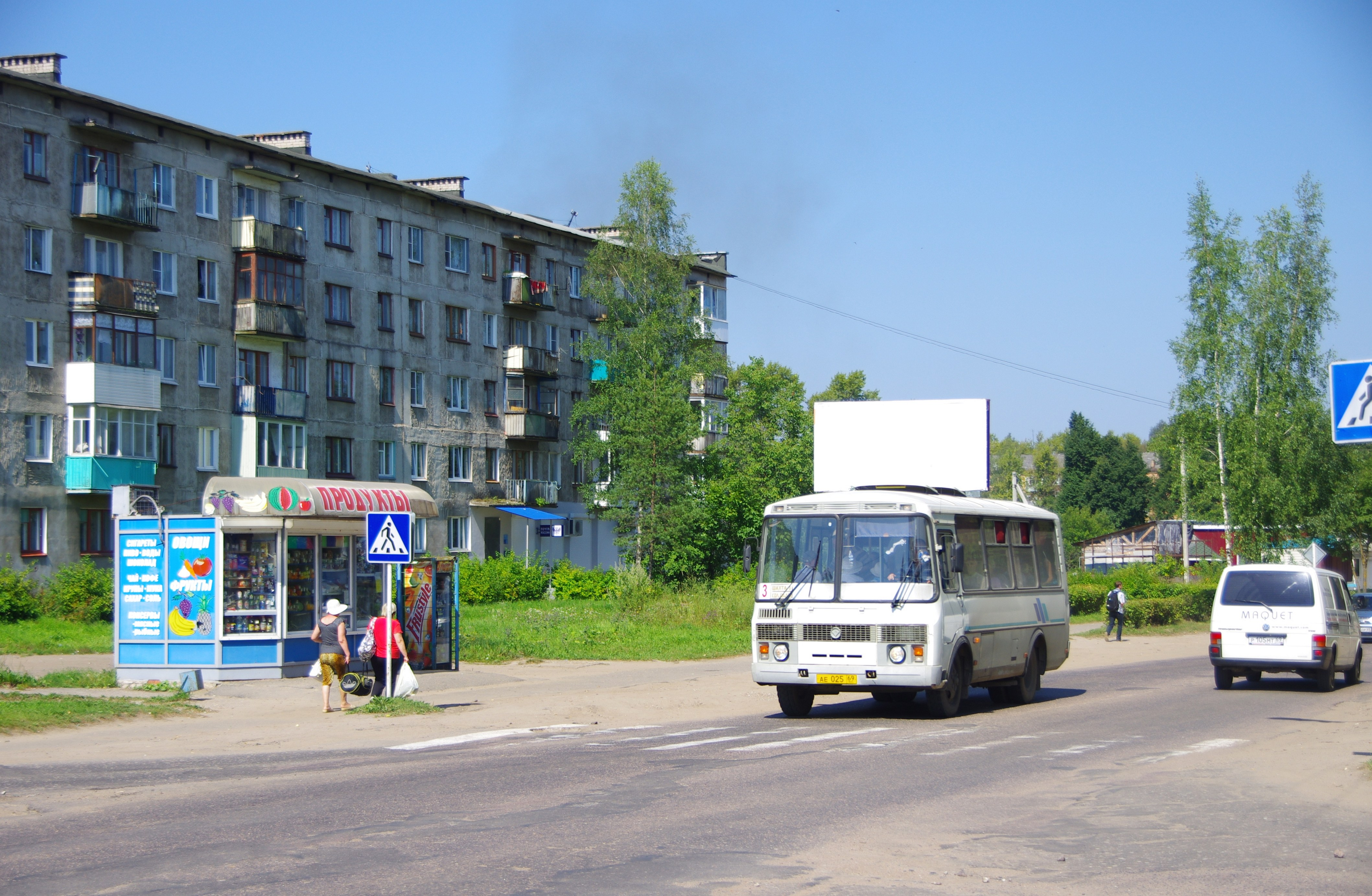
Транспорт в Нелидово

Железнодорожная станция Нелидово Октябрьской железной дороги имеет прямое пассажирское сообщение на запад до станции Рига-Пасажиеру Латвийской железной дороги (Фирменный поезд Латвияс Экспресис № 003Р/004Р «Юрмала», который имел остановку на ст. Нелидово, с мая 2014 года больше не курсирует) и до станции Санкт-Петербург-Витебский (Прицепной вагон перестал курсировать в этом направлении примерно в конце 00-х). На восток до станции Белорусский вокзал Московской железной дороги. Станция расположена на однопутном участке Земцы — Ржев-Балтийский. Автономная тяга. От станции имеются подъездные пути к предприятиям, промплощадкам и котельным. На станции имеется пассажирское здание (вокзал).
Имеется городское, пригородное и междугороднее автотранспортное сообщение. Важнейшие пункты междугородного автобусного сообщения — Смоленск, Андреаполь, Торопец, Санкт-Петербург, Западная Двина, Тверь, Ржев, Москва. Общественные перевозки как по городу, так и по району осуществляются маршрутными транспортными средствами на базе ГАЗелей и ПАЗов. В качестве вокзала для междугородних перевозок используется обустроенная станция на территории АТП. Для межпоселенческих перевозок наличие автостанции не предусмотрено, автобусы отправляются по своим маршрутам от остановки «Площадь Жукова». Старое здание автовокзала продано и переоборудовано под нужды частной клиники. Такси в городе представлено как официальными перевозчиками (около 3 компаний), так и лицами, не имеющими на это лицензии.

## Спорт
В городе имеются секции по различным видам спорта: футбол, баскетбол, лёгкая атлетика, лыжи, плавание, борьба, большой теннис, настольный теннис, волейбол, шахматы, шашки. Помимо игровых видов спорта, в последнее время получило развитие тенденция вовлечения молодёжи в авто- и мотоспорт.
Работает ДЮСШ на базе СК «Старт», клуб лёгкой атлетики «Кристина». Открыты для всех желающих ФОК (футбол, большой теннис, волейбол, баскетбол, борьба), спортзал на базе Нелидовского техникума (волейбол, баскетбол, футбол, большой теннис), летние площадки (резина) около интерната, НТ, школы № 5, школа № 1 (баскетбол, большой теннис, футбол, волейбол). Имеется городской бассейн на пять дорожек. На базе интерната работает открытая синтетическая площадка для игры в футбол и большой теннис.
Ежегодно проводятся различные соревнования: этапы кубков России и Европы по мотокроссу; забеги на длинные дистанции; турниры по бильярду, футболу, баскетболу и т. д.
Спортсмены города постоянно привозят медали разного достоинства как с областных и всероссийских соревнований, так и с международных. Также они успешно выступают на профессиональном уровне, проводя бои на боксёрском ринге, играя на баскетбольном паркете и соревнуясь на зелёном газоне футбольных полей.

## Здравоохранение
Сеть учреждений района представлена Центральной районной больницей. Амбулаторно-поликлиническую службу представляют:
- Поликлиника;
- Детская поликлиника;
- Женская консультация;
- Стоматологическое отделение.

В городе работает множество частных стоматологических кабинетов, родильный дом (закрыт), первичный сосудистый центр, ООО «Клиника доктора Гребенникова».

## Достопримечательности

### Памятники
- Памятник В. И. Ленину на площади Ленина;
- Памятник А. М. Горькому и В. И. Ленину в микрорайоне ДОК, у ДК Октябрь (перенесён с парка у железнодорожного переезда на ул. Советской);
- Памятник шахтёру в городском парке, у площади Жукова;
- Памятник шахтёру на ул. Матросова (перенесён с территории посёлка шахты № 3);
- Памятник шахтёру на трассе;
- Памятник «Девушка с виноградной ветвью» на ул. Матросова, территория ГорГаза;
- В 2014 году в сквере около переезда был заложен камень, на месте которого в скором времени будет установлен памятник С. В. Нелидову;
- Стелла ликвидаторам аварии на ЧАЭС на пересечении улиц Матросова — Советская;
- Бюст поэту А. С. Пушкину, школа № 3;

### Воинские захоронения и мемориалы
- Площадь Жукова Мемориал «Вечная Память» войнам павшим в 1941—1945 гг;
- Мемориал «Красный дом» территория экспериментальной шахты(последний опорный пункт противника при освобождении станции Нелидово);
- Захоронение на ул. Глазова;
- Захоронение на ул. Кольцевой;
- Захоронение на ул. Комсомольской.

### Другие значимые сооружения
- В 2014 году рядом с детской площадкой на ул. Строителей заложена аллея машиностроителей. В начале аллеи установлен камень с памятной доской;
- Деревянная часовня Александра Невского на площади Жукова;
- В 2002 году начато и на сегодняшний день продолжается возведение храма Иоанна Кронштадтского;
- Дворец культуры «Шахтёров». ДК хрущёвских времён;
- Руины дома усадьбы Лидовых на берегу реки Межа;
- Памятная стела в парке ДКШ, установленная в честь 65 годовщины победы в Великой Отечественной войне.

## Известные уроженцы
- Глазов, Евгений Михайлович — советский хозяйственный, государственный и политический деятель, Герой Социалистического Труда.
- Ворожейкин, Григорий Алексеевич — советский военачальник, маршал авиации (1944) родился в деревне Березники Смоленской губернии(сейчас д. Березники Нелидовского городского округа Тверской области)
- Кузьмин, Евгений Иванович — советский и российский библиотечный деятель, заслуженный работник культуры РФ.
- Сергий Рыбко — игумен Русской православной церкви, миссионер, настоятель храма Сошествия Святаго Духа на апостолов на Лазаревском кладбище города Москвы.